# Altiphrynoides
Altiphrynoides (лат.) — род бесхвостых земноводных из семейства жаб, обитающих на юге центральной Эфиопии в горах провинций Арси, Бале и Сидамо. Представители ранее входили в состав живородящих жаб, пока не выяснилось, что данные виды являются яйцекладущими.
Родовое название происходит от лат. altus — «высокий» и греч. phrynos — «жабы».

## Классификация
На февраль 2023 года в род включают 2 вида:
- Altiphrynoides malcolmi (Grandison, 1978) — Жаба Ларджена
- Altiphrynoides osgoodi (Loveridge, 1932) — Абиссинская жаба